# Sauce au poivre

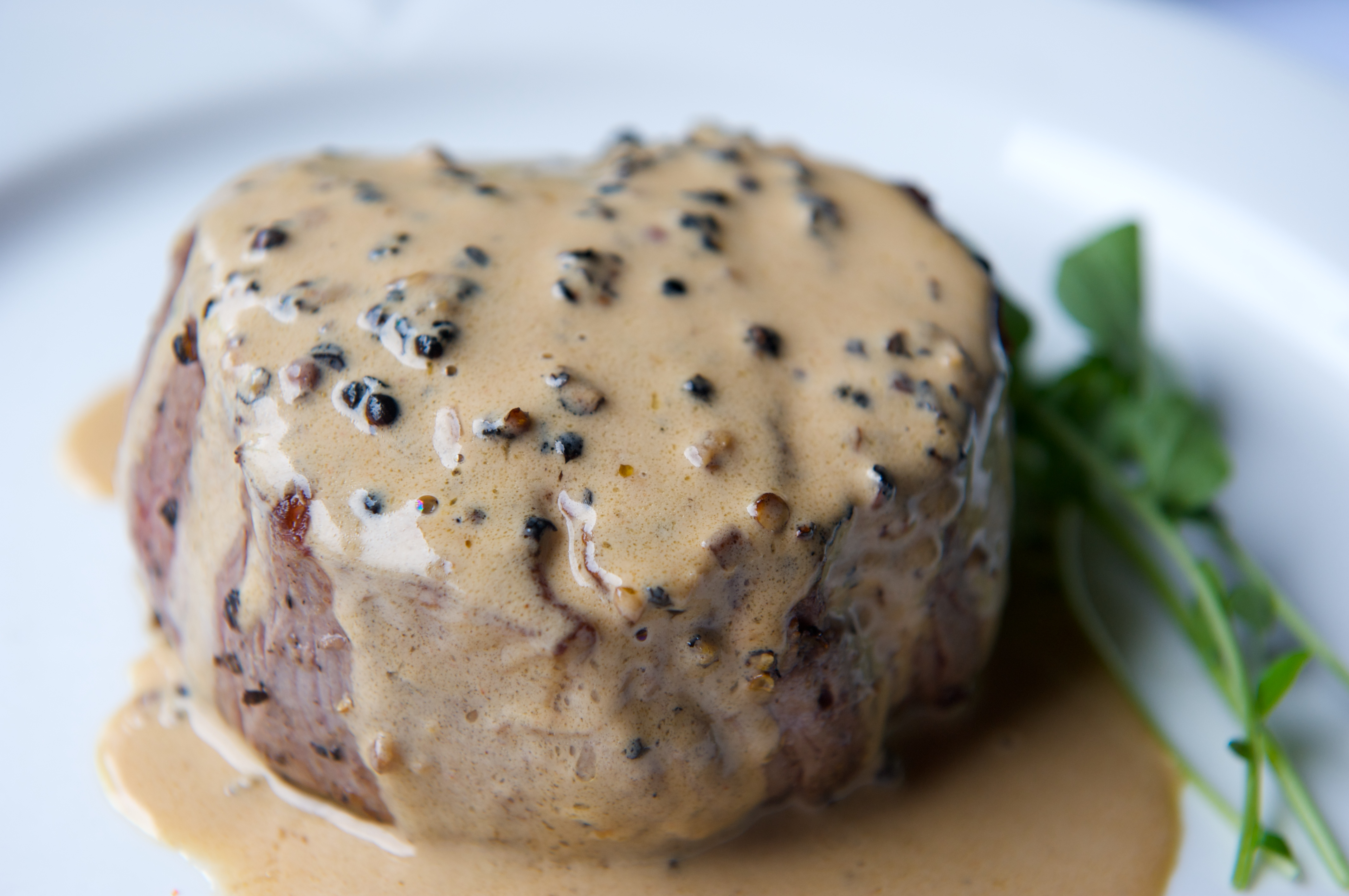
Un steak au poivre constitué d'un filet mignon de bœuf et d'une sauce au poivre.

La sauce au poivre est une sauce à base de poivre à laquelle cet ingrédient donne son goût. Sauce traditionnelle de la cuisine française, elle peut être fabriquée avec du poivre vert ou du poivre noir. Elle est généralement servie en accompagnement de la viande, en particulier de la viande de bœuf servie sous la forme d'une entrecôte. Il arrive souvent qu'on lui adjoigne du vinaigre.